# Progressive rock
Progressive rock, được gọi tắt là prog rock hay prog, là một tiểu thể loại nhạc rock bắt nguồn từ Vương quốc Liên hiệp Anh và Bắc Ireland. Thể loại này sau đó được phát triển ra xa hơn ở Đức, Ý và Pháp từ giữa tới cuối thập niên 1960 và 1970. Nó phát triển từ psychedelic rock, vốn ban đầu giống với art rock, cố gắng để đưa sức nặng nghệ thuật lớn hơn vào nhạc rock. Các ban nhạc rời bỏ các đĩa đơn pop, sử dụng kỹ thuật nhạc cụ và cấu tạo âm nhạc gần với jazz và nhạc cổ điển hơn để đưa nhạc rock đến cùng đẳng cấp với âm nhạc phức tạp.
Progressive rock bỏ qua đoạn beat để nhảy từng định nghĩa phong cách rock ban đầu và thử nghiệm với cấu trúc, nhạc cụ, hòa âm, nhịp điệu, và nội dung lời bài hát. Nghệ sĩ progressive rock tiêu biểu thường có trình độ chơi nhạc cụ rất cao. Cấu trúc âm nhạc bị xóa nhòa qua việc mở rộng các phân đoạn và đoạn nhạc dạo nối các phân đoạn với nhau, kết quả là một tổ khúc (suite). Nhiều ban nhạc, đặc biệt vào thời điểm bắt đầu prog rock, thu âm album mà họ biểu diễn với cả một dàn nhạc. Nghệ sĩ grogressive rock thường thử sức với các số chỉ nhịp (time signature) phức tạp như 5/8 và 7/8. Nhịp độ, điệu nhạc và số chỉ nhịp thay đổi là điều bình thường trong progressive rock.
Các ca khúc được thay thế bởi các tổ khúc kéo dài từ 20 tới 40 phút với ảnh hưởng của giao hưởng, chủ đề âm nhạc mở rộng, lời bài hát triết học, thần bí và/hay siêu thực và phối nhạc phức tạp. Thể loại này không phải không có những lời chỉ trích, như một số nhà phê bình cho rằng những chủ đề này thật "tự phụ", còn âm nhạc "khoa trương" và "thổi phồng".
Progressive rock có độ phổ biến cao vào giữa thập kỷ 1970. Các ban nhạc như Pink Floyd, Jethro Tull, The Moody Blues, Yes, King Crimson, Genesis, và Emerson, Lake & Palmer (ELP) là những nghệ sĩ có sức ảnh hưởng lớn và phổ biến nhất. Thể loại này bắt đầu suy sụp vào nửa sau thập kỷ. Chủ yếu là sự phát triển của punk rock gây ra điều này, mặc dù trong thực tế một số yếu tố cùng góp phần vào. Progressive rock đã đạt được những  thành công về mặt thương mại vào thập kỷ 1980, mặc dù với đội hình các ban nhạc thay đổi và cấu trúc âm nhạc với tiết tấu ngắn hơn.
Đa số các ban nhạc vào những "ngày vàng" thập niên 1970 đều thuộc về "symphonic prog", khi dàn nhạc giao hưởng và/hoặc kỹ thuật soạn nhạc cổ điển được trộn vào nhạc rock. Những tiểu thể loại khác, gồm neo-progressive rock của thập niên 1980, Canterbury sound của những năm 1960 và 1970, và phong trào Rock in Opposition vào cuối thập niên 1970, cũng hiện diện. Progressive rock ảnh hưởng lên krautrock và post-punk, và được kết hợp với heavy metal để tạo nên neo-classical metal và progressive metal. Một phong trào, tên new prog, xuất hiện vào đầu thế kỷ XXI.